# 1699 en philosophie
Chronologie de la philosophie
- 1695
- 1696
- 1697
- 1698
- 1699
- 1700
- 1701
- 1702
- 1703

L’année 1699 a été marquée, en philosophie, par les événements suivants :

## Publications
- Fénelon :  Les Aventures de Télémaque (1699) ; sur Gutenberg.org

## Décès
- 20 mars à Iéna (Saxe-Weimar) : Erhard Weigel, né le 16 décembre 1625 à Weiden in der Oberpfalz (Bavière), est un mathématicien, astronome et philosophe allemand.

- 7 août à Londres : Antoine Legrand, également connu sous les noms d’« Antoine Le Grand », « Antonius le Grand » et « Anthony Le Grand », né en 1629 à Douai est un philosophe français.